# عبد الحسين عبد الرضا
عبد الحسين عبد الرضا (6 ديسمبر 1939 - 11 أغسطس 2017)، ممثل كويتي كوميدي، هو أشهر وأبرز فنان خليجي ومن أبرز الفنانين العرب. يُعدُّ من رواد فن التمثيل في منطقة الخليج العربي وأحد قلائل الممثلين في الخليج الذين تجاوزوا الخمسين عامًا في التمثيل منذ بداياته به. توفي في لندن بنوبة قلبية ودُفِنَ في مقبرة الصليبيخات الجعفرية.

## السيرة الذاتية

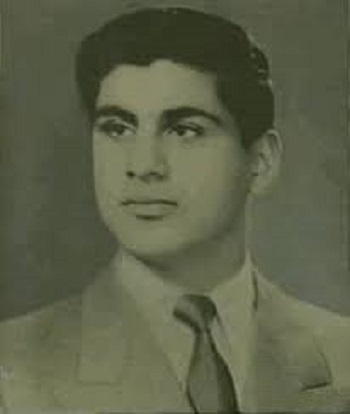
عبد الحسين عبد الرضا وهو شاب

ولد عبد الحسين عبد الرضا في دروازة عبد الرزاق بفريج العوازم في منطقة شرق في الكويت عام 1939 لأب يعمل بحارًا. وهو السابع من بين أخوته الأربعة عشر. وهو مسلم شيعي. تلقى تعليمه في الكويت حتى مرحلة الثانوية العامة وذلك في مدرستي المباركية والأحمدية. عمل في وزارة الإرشاد والأنباء في قسم الطبع، ثم سافر في بعثة إلى مصر على نفقة الوزارة عام 1956 لتعلم فنون الطباعة، وفي عام 1961 سافر في بعثة إلى ألمانيا لاستكمال الدراسة في فنون الطباعة. وتدرج في الوظائف الحكومية حتى وصل إلى منصب مراقب عام قسم الطباعة في وزارة الإعلام عام 1959 إلى أن تقاعد في 30 سبتمبر 1979.

### أسرته
تزوج أربع مرات ولديه ثلاث بنات وولدان أكبرهم عدنان وأصغرهم بشار الذي يعمل في المجال الفني وله محاولات في كتابة الشعر وإعداد البرامج التلفزيونية، ومنى ومنال (فنانة تشكيلية خريجة جامعة الكويت) وبيبي.
وهو من أسرة فنية، حيث إن أخاه «أمير» فنان تشكيلي وأيضًا قدم مسرحيات وأوبريتات بفن الدمى بشخصية «بو زعلان»، كما أن ابن أخيه هو الممثل علي محسن وابن أخته هو المذيع بو خرشد، وأيضًا ابن عمه المغني غريد الشاطئ.

### أزمات صحية
تعرض لعدة أزمات صحية، منها كانت بعام 2003 عندما تعرض لأزمة قلبية أثناء تصويره لمسلسل الحيالة نقل على إثرها إلى المستشفى وتبين إصابته بانسداد في الشرايين، سافر بعدها إلى لندن لإجراء جراحة عاجلة وعاد بعد شفائه لإكمال تصوير المسلسل. كما تعرض لأزمة حادة في عام 2005 إثر إصابته بجلطة في المخ أدخل على أثرها العناية المركزة بمستشفى مبارك الكبير ونقل بعدها للعلاج في ألمانيا. بعد الانتهاء من مسلسل العافور أجرى عمليتي قسطرة للقلب في لندن عام 2015. في يوم 9 أغسطس 2017 تم نقله إلى المستشفى حيث قد تعرض لوعكة صحية شديدة في العاصمة البريطانية لندن وقد دخل العناية المركزة. وتوفي في 11 أغسطس بعد تعرضه لجلطة حادة في القلب.

## السيرة الفنية
يعتبر من مؤسسي الحركة الفنية في الخليج مع مجموعة من الفنانين منهم خالد النفيسي وعلي المفيدي وسعد الفرج وإبراهيم الصلال وغانم الصالح وغيرهم.

### بداياته
كانت بداياته في أوائل ستينات القرن العشرين، وتحديدًا في عام 1961 وذلك من خلال مسرحية صقر قريش بالفصحى، حيث كان بديلاً للممثل «عدنان حسين»، وأثبت نجاحه أمام أنظار المخرج زكي طليمات، وتوالت بعدها الأعمال من مسلسلات تلفزيونية ومسرحيات لتنطلق معها الإنجازات والشهرة والجوائز وغيرها. قدم أشهر المسلسلات الخليجية على الإطلاق والذي لا يزال المسلسل الأول بالخليج وهو مسلسل درب الزلق مع سعد الفرج وخالد النفيسي وعبد العزيز النمش وعلي المفيدي. كذلك مسلسل الأقدار الذي كتبه بنفسه، وعلى جانب المسرح كانت له مسرحيات كثيرة أشهرها باي باي لندن وبني صامت وعزوبي السالمية وعلى هامان يا فرعون وغيرها الكثير. كما أنه قام بكتابة بعض أعماله المسرحية والتلفزيونية بنفسه منها سيف العرب وفرسان المناخ وعزوبي السالمية و30 يوم حب وقاصد خير وغيرها، كما أنه خاض مجال التلحين والغناء والتأليف المسرحي والتلفزيوني وأصبح منتج. اشتهر بالشخصية الساخرة المرحة التي تنتقد وتسخر من الأوضاع العربية بقالب كوميدي. وهو أحد مؤسسي «فرقة المسرح العربي» عام 1961 و«فرقة المسرح الوطني» عام 1976، كما قام بعام 1979 بتأسيس «مسرح الفنون» كفرقة خاصة، وفي عام 1989 أسس «شركة مركز الفنون للإنتاج الفني والتوزيع». وكان قد قام في عام 1971 بتأسيس «شركة مطابع الأهرام».

### الغناء
اشتهر بجمال صوته وهذا ما أعطاه تميزًا عن بقية الفنانين في جيله، مما جعله يخوض تجربة «الأوبريتات» كأول فنان يقوم بعمل الأوبريتات التمثيلية الغنائية والتي لاقت نجاحًا كبيرًا، بالإضافة إلى أنه قام بالغناء ضمن أعماله التلفزيونية والمسرحية عندما كان العمل يستدعي ذلك. كما أنه قدم أغنية بمناسبة زيارة الرئيس الأمريكي السابق جورج بوش للكويت بعد التحرير بعنوان «مستر بوش» شاركه بها حياة الفهد وداوود حسين.

### الثنائيات

مع الفنانة سعاد عبد الله في أوبريت بساط الفقر

قدم العديد من الثنائيات في الإذاعة والتلفزيون لعل أشهرها مع الفنان سعد الفرج والذي اتضح في مسلسل درب الزلق ومسلسل الأقدار وعدد من المسرحيات، وكذلك مع الفنان خالد النفيسي في مسلسلات محكمة الفريج وديوان السبيل والحيالة، علمًا أن بدايته مع الثنائيات كانت مع عبد العزيز النمش ومحمد جابر في مسلسلات مذكرات بوعليوي والصبر مفتاح الفرج، ومن أشهر الثنائيات التي قدمها كانت مع الفنانة سعاد عبد الله في عدد من الأوبريتات.

### قناة فنون
أسس قناة فنون التي بدأت بثها عام 2006 لتكون بذلك أول قناة متخصصة بالكوميديا على مستوى الوطن العربي.

## السياسة
ذكر في لقاء مع برنامج «خليك بالبيت» على تلفزيون المستقبل بأنه تطوع أثناء العدوان الثلاثي عام 1956 مع المتطوعين للدفاع عن مصر. وعلى الجانب المحلي ذكر في مقابلة مع قناة الحرة بعام 2009 أنه لا ينوي الدخول أو العمل في السياسة. تطرق في عام 2014 إلى قضية البدون من خلال أحد المشاهد في مسلسل العافور وقام تلفزيون الكويت بحذف المشهد ولكنه عرض على تلفزيون دبي. استنكر النائب فيصل الدويسان ما قام به تلفزيون الكويت وقال في مجلس الأمة في 3 نوفمبر 2015 بأن الفنان عبد الحسين عبد الرضا وزارة إعلام قائمة بحد ذاتها ويتوجب على الحكومة الإنصات إلى آراءه وتوجيهاته.
وعلى الرغم من ذلك فإن لديه عدد من الأعمال التي تتناول الأحداث السياسية والاقتصادية والاجتماعية بأسلوب كوميدي نقدي، ومنها مسرحية فرسان المناخ والتي تناولت أحداث أزمة سوق المناخ في الكويت، وأيضًا مسرحية باي باي عرب والتي تناولت قضية الوحدة العربية، ومسرحية سيف العرب والتي تحدثت عن فترة الغزو العراقي للكويت والتي تعرض على إثرها لمحاولة اغتيال وذلك بإطلاق الرصاص على سيارته أثناء توجهه إلى المسرح لعرض المسرحية، كما أن مسرحيته هذا سيفوه قد أوقفت وأحيل فريق عمل المسرحية إلى المحاكمة وحكم عليه بالسجن ثلاثة شهور مع وقف التنفيذ وذلك بسبب ما تناولته المسرحية من دور التجار قبل ظهور النفط حتى نهاية خمسينيات القرن العشرين، بالإضافة إلى مسرحية فرحة أمة التي انتقدت من قبل التيارات الدينية وذلك لما تناولته من قضايا التطرف الديني والتفكك الأسري.

## أعماله الفنية

### من المسلسلات التلفزيونية
| سنة الإنتاج | اسم المسلسل                      | الشخصية                        | بمشاركة                                                                                                 |
| ----------- | -------------------------------- | ------------------------------ | --- |
| 1960        | مملكة الحارة                     |                                | |
| 1964        | مذكرات بو عليوي                  | بو عليوي                       | عبد العزيز النمش، محمد جابر، خالد النفيسي، مريم الصالح                                                  |
| 1964        | لعبة الأيام                      | فهد                            | خالد النفيسي، غانم الصالح، عائشة إبراهيم، مريم الغضبان، مريم الصالح                                     |
| 1967        | القلب الكبير                     | بو سعد                         | خالد النفيسي، غانم الصالح، إبراهيم الصلال، عائشة إبراهيم                                                |
| 1967        | محكمة الفريج                     | شيخ مردم                       | سعد الفرج، خالد النفيسي، غانم الصالح، محمد جابر                                                         |
| 1968        | الصبر مفتاح الفرج                | بو عليوي                       | عبد العزيز النمش، محمد جابر، صالح مبيريك، عبد الرحمن العقل                                              |
| 1969        | قحصة ملحة                        |                                | عبد العزيز النمش، محمد جابر                                                                             |
| 1970        | مواقف                            | بو عليوي                       | خالد النفيسي، عبد العزيز النمش، محمد جابر                                                               |
| 1970        | أجلح وأملح                       | أجلح                           | محمد المنصور، مريم الغضبان، محمد جابر                                                                   |
| 1971        | عائلة بومريان                    | بو مريان                       | عائشة إبراهيم، صالح حمد، عبد المحسن الخلفان                                                             |
| 1971        | الخادم                           |                                | مبارك الحشاش                                                                                            |
| 1972        | حاور زاور                        | بو عليوي                       | غانم الصالح، محمد جابر، مريم الغضبان                                                                    |
| 1972        | شرباكة                           | شريب                           | محمد جابر، حياة الفهد                                                                                   |
| 1973        | الملقوف                          | فالح                           | محمد جابر، حياة الفهد، هيفاء عادل، أحمد الصالح، جاسم النبهان                                            |
| 1975        | صاحي                             | حسين                           | سعد الفرج                                                                                               |
| 1977        | درب الزلق                        | حسين بن عاقول                  | سعد الفرج، خالد النفيسي، عبد العزيز النمش، علي المفيدي                                                  |
| 1978        | الأقدار                          | حمود الطواش                    | سعد الفرج، عبد العزيز النمش، غانم الصالح                                                                |
| 1980        | العتاوية                         | عتيج المسيان                   | هيفاء عادل، محمد جابر، عائشة إبراهيم، خالد العبيد                                                       |
| 1981        | درس خصوصي                        | نوح                            | سعاد عبد الله، إبراهيم الصلال، مريم الصالح، حياة الفهد                                                  |
| 1993        | قاصد خير                         | بو ردح                         | حياة الفهد، علي المفيدي، مريم الغضبان، عبد الرحمن العقل، غانم الصالح، مريم الصالح، داوود حسين           |
| 1995        | لن أمشي طريق الأمس               | راشد النعمان                   | إبراهيم الصلال، انتصار الشراح، من مصر عمر الحريري، زيزي البدراوي                                        |
| 1996        | مرمر زماني                       | بو علي                         | حسن رجب، فاطمة الحوسني، حبيب غلوم                                                                       |
| 1998        | زمان الاسكافي                    | معروف الإسكافي الوالي أبو شجاع | سعاد عبد الله، غانم الصالح، أحمد جوهر، أحمد السلمان، خالد أمين                                          |
| 2000        | سوق المقاصيص                     | بو حابس (داوود بن حرمل)        | سعد الفرج، حياة الفهد، علي المفيدي، إبراهيم الصلال                                                      |
| 2001        | ديوان السبيل                     | طوفان                          | خالد النفيسي، مريم الصالح، إبراهيم الصلال، أحمد الجسمي، عبد الرحمن العقل، هدى الخطيب                    |
| 2003        | الحيالة                          | دواس علف                       | خالد النفيسي، فخرية خميس، إلهام الفضالة، مشاري البلام، محمود بوشهري                                     |
| 2006        | حبل المودة                       | بو علي                         | محمد جابر، سعاد علي، طارق العلي، محمد العجيمي، أحمد السلمان، هيا الشعيبي                                |
| 2008        | التنديل                          | جاسم التنديل                   | عبد العزيز جاسم، جاسم النبهان، إبراهيم الحربي، عبد المحسن النمر، أحلام حسن، هيا الشعيبي، يعقوب عبد الله |
| 2009        | الحب الكبير                      | خليفة فنر                      | إبراهيم الحربي، بدرية أحمد، إلهام الفضالة، أحمد السلمان                                                 |
| 2013        | أبو الملايين                     | صقر أبو منقار                  | ناصر القصبي، امل العوضي، ميس كمر، محمد الطويان                                                          |
| 2014        | العافور                          | عبد الله العافور               | ميس كمر، أحمد السلمان، أحمد العونان، حسن البلام، هيا الشعيبي، إلهام الفضالة، أحمد السلمان               |
| 2017        | سيلفي 3 حلقتان بعنوان «قلب أبوي» | مطر                            | ناصر القصبي                                                                                             |

كان من المفترض أن يقوم بدور البطولة بمسلسل «يجيب الله مطر» في عام 2016 إلا أن تعرضه لأزمة صحية عطلت تصويره المسلسل، وعندما تماثل بالشفاء وقرر دخول تصوير المسلسل تعرض لأزمة صحية ثانية انتهت بوفاته.

### من المسرحيات
| سنة الإنتاج | المسرحية           | الشخصية                                      | بمشاركة |
| ----------- | ------------------ | -------------------------------------------- | --- |
| 1962        | صقر قريش           | المنجم                                       | سعد الفرج، خالد النفيسي، غانم الصالح                                                                                      |
| 1962        | ابن جلا            |                                              | خالد النفيسي، عبد الله خريبط، حسين الصالح، مريم الصالح                                                                    |
| 1963        | فاتها القطار       |                                              | |
| 1963        | عمارة المعلم كندور |                                              | عبد الله خريبط |
| 1963        | استارثوني وأنا حي  |                                              | خالد النفيسي، مريم الغضبان، سعد الفرج، مريم الغضبان، عبد الله خريبط                                                       |
| 1963        | المنقذة            |                                              | سعد الفرج، حسين الصالح، مريم الصالح                                                                                       |
| 1964        | آدم وحواء          |                                              | عبد الرحمن الضويحي، أسمهان توفيق، جوهر سالم، محمد جابر، كاظم القلاف                                                       |
| 1964        | الكنز              |                                              | |
| 1966        | إغنم زمانك         | بو خالد                                      | سعاد عبد الله، خالد النفيسي، محمد جابر، كاظم القلاف، عائشة إبراهيم، صالح حمد                                              |
| 1966        | الكويت سنة 2000    | أبو ماري                                     | سعد الفرج، خالد النفيسي، جوهر سالم، عائشة إبراهيم، غانم الصالح                                                            |
| 1967        | 24 ساعة            | الدكتور أحمد المدعاب                         | سعد الفرج، عائشة إبراهيم، خالد النفيسي                                                                                    |
| 1968        | حط حيلهم بينهم     | چلاب                                         | غانم الصالح، مريم الصالح، عائشة إبراهيم، خالد النفيسي                                                                     |
| 1969        | من سبق لبق         | موسى                                         | خالد النفيسي، مريم الغضبان، عائشة إبراهيم، علي البريكي                                                                    |
| 1969        | الليلة يوصل محقان  | فهد                                          | سعد الفرج، مريم الصالح، صالح حمد، حمد ناصر                                                                                |
| 1970        | القاضي راضي        | يوسف                                         | محمد جابر، مريم الصالح، غانم الصالح، كاظم القلاف، صالح حمد                                                                |
| 1971        | حط الطير طار الطير | بو هيلان                                     | سعد الفرج، مريم الصالح، غانم الصالح، عائشة إبراهيم، علي البريكي                                                           |
| 1971        | مطلوب زوج حالا     | مفتاح الحلي                                  | سعد الفرج، غانم الصالح، عائشة إبراهيم، سعاد حسين، جعفر المؤمن، صالح حمد                                                   |
| 1972        | عالم نساء ورجل     | عطارد                                        | غانم الصالح، عائشة إبراهيم، محمد جابر، كنعان حمد، من مصر نوال أبو الفتوح                                                  |
| 1973        | 30 يوم حب          | فهد                                          | سعاد عبد الله، عائشة إبراهيم، أحمد الصالح، جوهر سالم، صالح حمد                                                            |
| 1974        | وأيضًا هالو دوللي   | لاهوب البحري                                 | غانم الصالح، علي المفيدي، مريم الغضبان، من مصر شويكار                                                                     |
| 1975        | بني صامت           | حسين بن صامت                                 | سعد الفرج، حياة الفهد، آمال محمد، إبراهيم الحربي                                                                          |
| 1976        | ضحية بيت العز      | سيف درب الزلق                                | سعد الفرج، عبد العزيز النمش، استقلال أحمد                                                                                 |
| 1978        | على هامان يا فرعون | سند                                          | سعاد عبد الله، سعد الفرج، أسمهان توفيق                                                                                    |
| 1979        | عزوبي السالمية     | هلال رمضان                                   | سعاد عبد الله، محمد المنصور، محمد جابر                                                                                    |
| 1981        | باي باي لندن       | شارد بن جمعة (مستر فرايدي)                   | غانم الصالح، هيفاء عادل، محمد جابر، مريم الغضبان، إنتصار الشراح                                                           |
| 1983        | فرسان المناخ       | منصور بوحظين بو راشد صاحب شراد مناخ بو عدنان | إبراهيم الصلال، عبد العزيز النمش، استقلال أحمد، داوود حسين، محمد السريع، غانم الصالح، عبد الإمام عبد الله، حسن عبد الرسول |
| 1984        | فرحة أمة           | عبد الغفور بن داحس                           | سعاد عبد الله، غانم الصالح، أحمد الصالح، مريم الصالح، داوود حسين، عبد الرحمن العقل، استقلال أحمد، علي جمعة                |
| 1986        | باي باي عرب        | عرب                                          | حياة الفهد، داوود حسين، صالح حمد                                                                                          |
| 1987        | هذا سيفوه          | التاجر أبو علي                               | خالد النفيسي، سعد الفرج، إبراهيم الصلال، داوود حسين، محمد السريع                                                          |
| 1992        | سيف العرب          | بو خالد صدام حسين                            | حياة الفهد، مريم الصالح، خالد العبيد، عبد الإمام عبد الله، أحمد جوهر، طارق العلي                                          |
| 1997        | مراهق في الخمسين   | عبد الباري بيرق                              | هيفاء عادل، داوود حسين، زهرة الخرجي، محمد جابر                                                                            |
| 2002        | قناص خيطان         | قناص                                         | حياة الفهد، عبد الإمام عبد الله، إبراهيم الحربي، إلهام الفضالة، محمد الصيرفي                                              |
| 2004        | على الطاير         | بو سامي - إبراهيم بلنتي                      | فخرية خميس، زهرة عرفات، أحمد السلمان                                                                                      |

### السهرات والأفلام التلفزيونية
| سنة الإنتاج | اسم السهرة                  | بمشاركة                                                                       |
| ----------- | --------------------------- | ----------------------------------------------------------------------------- |
|             | إلى أين؟                    | أسمهان توفيق، صالح حمد، نوال باقر                                             |
|             | لعبة القدر                  | غانم الصالح، سعاد عبد الله، خالد النفيسي، محمد جابر، كاظم القلاف              |
| 1965        | هذا جزاي                    | محمد جابر، سعد الفرج، عبد المحسن الخلفان                                      |
| 1965        | من وحي الهداية - تمثيلية    | عائشة إبراهيم، غانم الصالح                                                    |
| 1967        | موعد مع الموت               | محمد جابر، صالح حمد، فؤاد الشطي، عائشة إبراهيم                                |
| 1967        | اللي ما يطيع يضيع - تمثيلية | سعد الفرج، مريم الصالح، محمد جابر، غانم الصالح عبد الله خريبط                 |
|             | نهاية ظالم                  |                                                                               |
|             | اللي مايطيع يضيع            |                                                                               |
|             | لعبة الأقدار                |                                                                               |
|             | إجازة                       |                                                                               |
|             | الكرسي الثاني عشر           | صالح حمد، كاظم القلاف، محمد جابر                                              |
| 1970        | قاتل للإيجار - تمثيلية      | غانم الصالح، إبراهيم الصلال، عبد الرحمن الضويحي                               |
| 1972        | الصمت في الطريق الطويل      | سعاد عبد الله، غانم الصالح، عائشة إبراهيم، غانم الصالح، صقر الرشود            |
| 1985        | الانحدار                    | سعاد عبد الله، داوود حسين، عبد الإمام عبد الله، أحمد الصالح، عبد الناصر درويش |

### الأوبريتات
| سنة الإنتاج | الأوبريت                                 | بمشاركة                                  |
| ----------- | ---------------------------------------- | ---------------------------------------- |
| 1975        | مداعبات قبل الزواج                       | سعاد عبد الله                            |
| 1977        | والله زمن                                | إبراهيم الصلال، محمد المنيع، جوهر سالم   |
| 1978        | شهر العسل                                | سعاد عبد الله                            |
| 1979        | بساط الفقر                               | سعاد عبد الله، محمد جابر، إبراهيم الصلال |
| 1980        | صايم                                     | زينب الضاحي                              |
| 1986        | مسابقات رمضان - أمثال وغطاوي             | سعاد عبد الله                            |
| 1989        | بعد العسل                                | سعاد عبد الله، انتصار الشراح             |
| 2004        | أوبريت دورة كأس الخليج 17 في الدوحة، قطر | رابطات تشجيع المنتخبات المشاركة          |

### من المسلسلات الإذاعية
| سنة الإنتاج | اسم العمل        | الشخصية         | بمشاركة                                                               |
| ----------- | ---------------- | --------------- | --------------------------------------------------------------------- |
|             | بوعليوي في رمضان | بو عليوي        | عبد العزيز النمش، محمد جابر، مريم الغضبان                             |
| 1965        | يوميات العيدروسي |                 | محمد جابر                                                             |
| 1966        | بو شلاخ          | إبراهيم بو شلاخ | مريم الغضبان                                                          |
| 1967        | الكذب عيب        |                 | سعاد عبد الله، مريم الغضبان                                           |
| 1999        | المقدر كاين      |                 | سعد الفرج، حياة الفهد، علي المفيدي، محمد جابر، طيبة الفرج             |
| 2002        | دار الفلك        | عضو مجلس الأمة  | حياة الفهد، عبد الإمام عبد الله، أمل عباس، أحمد السلمان، محمد الصيرفي |
| 2009        | راعي الدوانية    | ثنيان           | سعاد عبد الله، جمال الردهان، أحمد مساعد، عصرية الزامل                 |
| 2010        | وعد الحر         | خميس            | أحمد مساعد، سماح، محمد حسن، أحمد مساعد                                |
| 2014        | سواها البخت      | سلطان           | سعد الفرج، حياة الفهد، سعاد عبد الله                                  |
| 2015        | رفعت الجلسة      | فرج (بو راشد)   | حياة الفهد، سعاد عبد الله                                             |
| 2016        | أحلام الزراير    | أيوب            | حياة الفهد، أحمد مساعد، سماح، حمد ناصر، حسين المفيدي                  |
| 2017        | مول الهوايل      | أبو علي         | داوود حسين، هدى الخطيب، عبير الجندي                                   |

### السينما
| سنة الإنتاج | الفيلم  | الشخصية |
| ----------- | ------- | ------- |
| 1965        | العاصفة |         |

### الأعمال التي قام بكتابتها
- مسرحية إغنم زمانك - تأليف.
- مسرحية من سبق لبق - تأليف.
- مسلسل أجلح وأملح - تأليف.

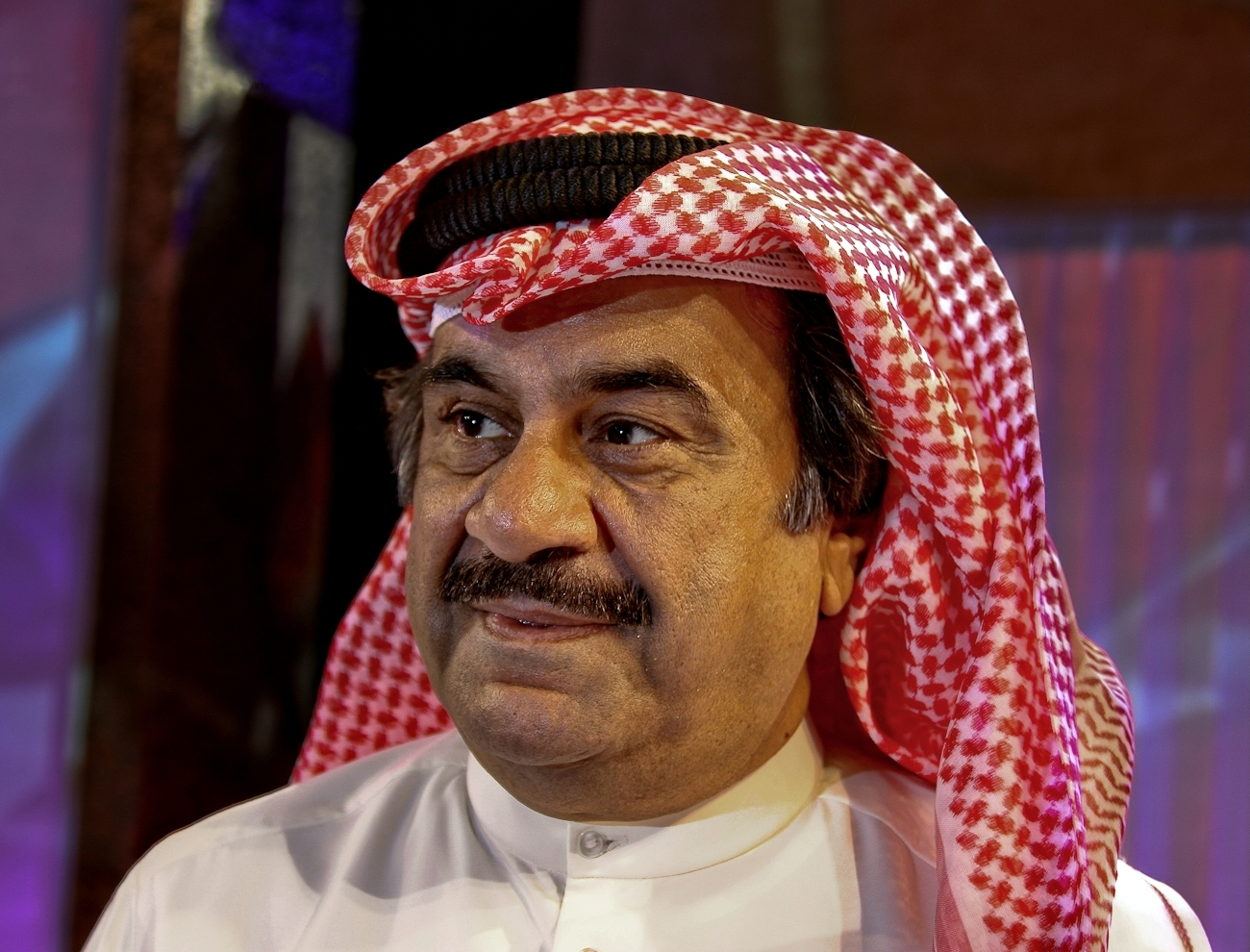
عبد الحسين عبد الرضا عام 2008

- مسرحية مطلوب زوج حالا- إعداد وحوار.
- مسلسل شرباكة - تأليف.
- مسرحية 30 يوم حب - إعداد.
- مسرحية بني صامت - تأليف.
- مسرحية ضحية بيت العز - تأليف.
- مسلسل الأقدار - قصة وسيناريو وحوار.
- مسرحية على هامان يا فرعون - تأليف.
- مسرحية عزوبي السالمية - تأليف.
- مسرحية باي باي لندن - إعداد.
- مسلسل درس خصوصي - إعداد.
- مسلسل العتاوية - إعداد.
- مسرحية فرسان المناخ - تأليف.
- مسرحية فرحة أمة - تأليف.
- مسرحية باي باي عرب - إعداد.
- مسرحية سيف العرب - تأليف.
- مسلسل قاصد خير - سيناريو وحوار.
- مسرحية مراهق في الخمسين - إعداد.
- مسلسل سوق المقاصيص - قصة وسيناريو وحوار.
- مسلسل حبل المودة - قصة وسيناريو وحوار.
- مسلسل العافور - تعديل القصة.
- مسرحية شارع السلام - تأليف.

## الأعمال الإدارية التي قام بها
- مالك ورئيس مركز الفنون للإنتاج الفني التلفزيوني والمسرحي.
- 1 سبتمبر 1964 - 31 يوليو 1965: الرئيس الفني في مجلس إدارة المسرح العربي.
- 1 أغسطس 1965 - 31 يوليو 1966: الرئيس المالي في مجلس إدارة المسرح العربي.
- 1 يوليو 1969 - 30 يونيو 1970: الرئيس الفني في مجلس إدارة المسرح العربي.
- 1971 - 1972: الرئيس المالي في مجلس إدارة المسرح العربي.
- مؤسس قناة فنون الفضائية عام 2006.
- 1 فبراير 2009[28] - 26 مارس 2009:[29] نقيب الفنانين والإعلاميين الكويتيين.

## كتب عنه
- عبد الحسين عبد الرضا.. الأيقونة، عبد الستار ناجي، المجلس الوطني للثقافة والفنون والآداب، 2016.[30]

## أماكن سميت باسمه
- مسرح عبد الحسين عبد الرضا في السالمية.[31]

## الجوائز والتكريمات
- 1977:  الكويت - نجم المسرح الأول.[5]

تكريم عبد الحسين عبد الرضا من قبل حاكم الشارقة في مهرجان أيام الشارقة المسرحية 2013

- 1984:  السعودية - الجائزة التقديرية من قاعدة الملك عبد العزيز الجوية.[5]
- 1987:  تونس - تكريم من مهرجان قرطاج المسرحي.[5]
- 1988:  مصر - رائد المسرح العربي.[5]
- 1997:  الإمارات - جائزة سلطان العويس للإبداع الفني العربي.[12]
- 1997:  البحرين - جائزة التقدير من مهرجان الخليج للإنتاج التلفزيوني.[12]
- 1998:  الكويت - جائزة الدولة التقديرية.[12]
- 2001:  الأردن - جائزة تقدير من وزارة الثقافة الأردنية بمهرجان المسرح الأردني التاسع.[12]
- 2005:  الكويت - جائزة الدولة التقديرية.[5]
- 2006:  مجلس التعاون الخليجي - شهادة تكريم الرواد في مهرجان المسرح الخليجي.[5]
- 2006:  جامعة الدول العربية - جائزة تكريم للعمالقة الذين أثروا الفن العربي.[12]
- 2006:  سوريا - تكريم من مهرجان أيام دمشق المسرحية.[12]
- 2007:  الكويت - جائزة تكريم من مهرجان الشهيد فهد الأحمد للدراما التلفزيونية.[2]
- 2008:  الكويت - تكريم من المعهد العالي للفنون المسرحية بمناسبة يوم المسرح العالمي.[32]
- 2009:  الكويت - تكريم من بيت الكويت للأعمال الوطنية عن مسلسل التنديل.[33]
- 2010:  الكويت - تكريم من مهرجان ليالي فبراير.[34]
- 2010:  الكويت - تكريم من معهد الأكاديمية الدولية للإعلام.[35]
- 2010:  سلطنة عمان - تكريم من مهرجان مسقط السينمائي.[36]
- 2010:  الأردن - تكريم من مهرجان الأردن للإعلام العربي.[37]
- 2013:  الإمارات العربية المتحدة - تكريم من مهرجان الشارقة المسرحي.[38]
- 2013:  الكويت - درع تقدير من حفل تكريم رواد الفن الكويتي.[39]
- 2014:  الإمارات العربية المتحدة - شخصية العام من مهرجان الفجيرة الدولي للمنودراما.[40]
- 2015:  الكويت - جائزة المشوار الفني من جامعة الخليج للعلوم والتكنولوجيا.[41]
- 2015:  العراق - درع وزارة الشباب والرياضة العراقية[42]
- 2017:  الإمارات العربية المتحدة - جائزة خلف الحبتور للإنجاز.[43]

## وفاته
توفي عبد الحسين عبد الرضا في مساء يوم الجمعة 19 ذو القعدة 1438 هـ الموافق 11 أغسطس 2017، بعد إجراءه عملية جراحية في القلب نتيجة تعرضه لجلطة حادة في مدينة لندن في بريطانيا عن عمر يناهز 78 عاماً، وقد أعلنت عدة قنوات كويتية خاصة الحداد بعد خبر وفاته. ومن المفارقات في وفاته أنه قدم شخصية «جمعة» في مسرحية باي باي لندن عام 1981 وقد توفي في يوم الجمعة بمستشفى رويال برومبتون في مدينة لندن. وجه لاحقاً أمير الكويت الشيخ صباح الأحمد الجابر الصباح، بنقل جثمان عبد الحسين عبد الرضا من العاصمة البريطانية لندن إلى الكويت في طائرة أميرية. وقد تم تشييع جنازته في عصر يوم الأربعاء 24 ذو القعدة 1438 هـ الموافق 16 أغسطس 2017 في مقبرة الصلبيخات الجعفرية وقد أقيم العزاء في مسجد الوزان في منطقة غرب مشرف وقد حضر العديد من الفنانين مراسم التشييع والدفن.

## روابط خارجية
- عبد الحسين عبد الرضا على موقع IMDb (الإنجليزية)
- عبد الحسين عبد الرضا على موقع قاعدة بيانات الأفلام العربية
- عبد الحسين عبد الرضا على موقع قاعدة بيانات الفيلم (الإنجليزية)